# Mulya Asri
Mulya Asri is een bestuurslaag in het regentschap Tulang Bawang Barat van de provincie Lampung, Indonesië. Mulya Asri telt 11.519 inwoners (volkstelling 2010).